# Ben Stevenson
Ben Stevenson (Reno, 30 dicembre 1995) è un pallanuotista statunitense.

## Biografia
Ha iniziato la carriera in patria nell'University of Pacific, per poi proseguirla ai Sidney University Lions, con cui ha conquistato il campionato australiano nel 2018. Con la nazionale statunitense ha conquistato l'argento nella World League del 2021 e 2022.